# Libertas Brindisi 1957-1958
La Libertas Brindisi 1957-1958, prende parte al campionato italiano di Serie A, girone B a 9 squadre. Chiude la stagione regolare al quinto posto con 7V e 9P, 811 punti segnati e 796 subiti.

## Storia & Roster
Della formazione che ha conquistato la Serie A, vengono promossi in prima squadra Ettore Quarta e Di Giulio. Il Coach Beppe Todisco si trasferisce a Monopoli e Elio Pentassuglia che l'anno prima aveva preso il patentito di allenatore assume il doppio incarico di giocatore-allenatore. Miglior marcatore della stagione è Gianni Donativi con 261 p. in 15 partite, seguito da Velardi con 186 p. e lo stesso Pentassuglia con 174 p.
| Libertas Brindisi 1957/1958 | Libertas Brindisi 1957/1958 |
| Giocatori                   | Staff tecnico               |
| --------------------------- | --------------------------- |

| N. | Naz.              | Ruolo | Nome               | Anno | Alt.   | Peso |  |
| -- | ----------------- | ----- | ------------------ | ---- | ------ | ---- |  |
| 3  | Italia (bandiera) | G     | Antonio Melone     | 1937 |        |      |  |
| 4  | Italia (bandiera) | C     | Salvatore Velardi  | 1933 | 200 cm |      |  |
| 5  | Italia (bandiera) | AC    | Giovanni Antonucci | 1938 |        |      |  |
| 7  | Italia (bandiera) | P     | Mario Colelli      | 1938 |        |      |  |
| 8  | Italia (bandiera) | G     | Dante Fazzina      | 1938 |        |      |  |
| 9  | Italia (bandiera) | A     | Aldo Vonghia       | 1930 |        |      |  |
| 10 | Italia (bandiera) | G     | Giovanni Donativi  | 1935 |        |      |  |
| 11 | Italia (bandiera) | G     | Riccardo Salvemini | 1937 |        |      |  |
| 12 | Italia (bandiera) | A     | Elio Pentassuglia  | 1932 |        |      |  |
| 13 | Italia (bandiera) | G     | Ettore Quarta      | 1939 |        |      |  |
| 14 | Italia (bandiera) | A     | Antonio Di Giulio  | 1937 |        |      |  |
| 15 | Italia (bandiera) | G     | Nino Ardizzone     | 1935 |        |      |  |

| Allenatore                                 |
| - Elio Pentassuglia                        |
| Assistente/i                               |
| - Giovanni Donativi Legenda - (C) Capitano |

## Risultati
| Arbitri: | Massaro (Napoli) Micali (Reggio Calabria) |

|                               |       |                         |
| Felsi 16, Galli 14, Orlando 8 | Punti | Donativi 17, Fazzina 11 |

| Arbitri: | De Flamminiis (Napoli) Colasanti (Avellino) |

|                                         |       |                         |
| Pentassuglia 21, Donativi 16, Velardi 9 | Punti | Lucarini 24, Mannocci 8 |

| Arbitri: | Pulci (Civitavecchia) Colucci (Roma) |

|                                       |       |                                         |
| Minervini 20, Colaci 9, Petruzzelli 8 | Punti | Donativi 17, Pentassuglia 11, Velardi 8 |

| Arbitri: | Rago (Napoli) Della Pietra (Napoli) |

|             |       |                                      |
| Donativi 31 | Punti | Bernabei 21, Coccioni 9, Distefano 8 |

| Arbitri: | Resuttari (Roma) Ciotto (Roma) |

|               |       |             |
| Tagliarini 15 | Punti | Velardi 11, |

| Arbitri: | Leonardo (Messina) Matiz (Civitavecchia) |

|                                          |       |                                  |
| Donativi 25, Pentassuglia 17, Velardi 15 | Punti | Gava 13, Cilento 8, Ferrentino 8 |

| Arbitri: | Santarelli (Bologna) Cesari (Bologna) |

|                          |       |                        |
| Bacchetta 21, Testoni 17 | Punti | Velardi 19, Donativi 8 |

| Arbitri: | De Flamminiis (Napoli) Martorelli (Teramo) |

|                                         |       |                                     |
| Pentassuglia 17, Donativi 13, Fazzina 9 | Punti | Carrazza 11, Ferri 11, Fumagalli 10 |

| Arbitri: | Bonvicini (Bologna) Babina (Bologna) |

|                                          |       |                                  |
| Donativi 27, Velardi 14, Pentassuglia 10 | Punti | Hausmann 14, Galli 13, Fontana 8 |

| Arbitri: | Ostengo (Torino) Romano (Torino) |

|                                         |       |                                          |
| Pieraccini 28, Soppelsa 13, Mannocci 10 | Punti | Donativi 21, Velardi 18, Pentassuglia 13 |

| Arbitri: | Sussi (Livorno) Martorelli (Teramo) |

|                                         |       |                                    |
| Velardi 26, Donativi 10, Pentassuglia 8 | Punti | Minervini 15, Bonerba 10, Colaci 8 |

| Arbitri: | Birga (Firenze) Cammeo (Firenze) |

|                                        |       |                                       |
| Di Stefano 21, Cannone 14, Coccioni 11 | Punti | Donativi 19, Fazzina 12, Antonucci 10 |

| Arbitri: | Cesari (Bologna) Valenti (Bologna) |

|                                         |       |                          |
| Donativi 18, Pentassuglia 11, Fazzina 8 | Punti | Tagliarini 24, Giorgi 12 |

| Arbitri: | Giotto (Roma) Gomez (Roma) |

|                       |       |                                        |
| Gava 15, Brancaccio 8 | Punti | Velardi 15, Pentassuglia 8, Donativi 8 |

| Arbitri: | Rago (Napoli) Colasanti (Avellino) |

|                                          |       |                         |
| Velardi 28, Pentassuglia 21, Donativi 17 | Punti | Maggetti 31, Testoni 22 |

| Civitavecchia 6 aprile 1958 16ª giornata | Cestistica Civitavecchia | 46 – 40 | Libertas Brindisi |  |

## Fonti
- La Gazzetta del Mezzogiorno edizione 1957-58